# Geogarypus rhantus
Espèce
Geogarypus rhantus est une espèce de pseudoscorpions de la famille des Geogarypidae.

## Distribution
Cette espèce est endémique du Queensland en Australie.

## Description
Les mâles mesurent de 1,5 à 2,0 mm et les femelles de 2,0 à 2,3 mm.

## Publication originale
- Harvey, 1981 : Geogarypus rhantus sp. nov. (Pseudoscorpionida: Garypidae: Geogarypinae); a generic addition to the Australian fauna. Memoirs of the Queensland Museum, vol. 20, no 2, p. 279-283 (texte intégral).